# 学校法人瀧川学園
学校法人瀧川学園（たきがわがくえん）とは、兵庫県神戸市に本部を置く学校法人。

## 概要
現在の理事長は瀧川稔朗。

## 沿革
- 1918年 - 財団法人私立兵庫中学校設立
- 1919年 - 兵庫県瀧川中学校と改称
- 1947年 - 新制滝川中学校設置
- 1948年 - 新制滝川高等学校設置
- 1949年 - 財団法人瀧川学園に組織変更
- 1951年 - 学校法人瀧川学園に組織変更
- 1984年 - 滝川第二高等学校設置
- 2004年 - 滝川第二中学校設置